# 블룸즈데이

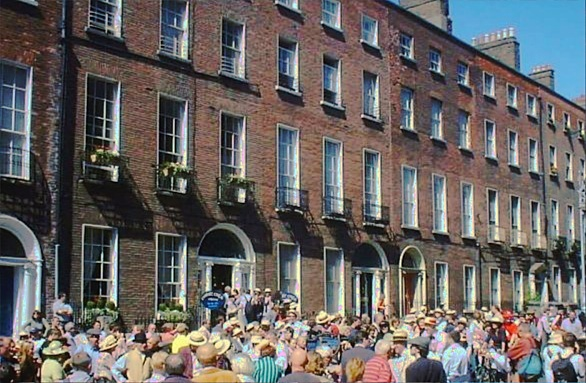
2004년 더블린에서 있었던 축제의 한장면

블룸즈데이(Bloomsday)는 아일랜드의 소설가 제임스 조이스의 소설 《율리시스》의 배경이 되는 날인 1904년 6월 16일을 기념하기 위한 날이다.
소설 《율리시스》는 1904년 6월 16일 하루동안에 주인공 리오폴드 블룸과 그의 아내 마리언 블룸, 예술가를 꿈꾸는 청년 지식인 스티븐 데덜러스라는 세명의 인물이 아일랜드의 더블린에서 겪는 하루동안의 18가지 에피소드를 다루었는데 제임스 조이스의 팬들과 문학가들은 매년 6월 16일을 주인공 블룸의 이름을 따서 블룸즈데이로 명명하고 제임스 조이스와 율리시스를 기념하는 행사를 갖는다.
1954년에 첫 행사를 가진 블룸즈데이는 매년 더블린과 그 일대에서 행사를 가지는데 2004년에는 소설의 배경 100주년을 기념하여 수개월 동안 성대한 행사를 벌였다. 매년 블룸즈데이를 전후로 해서 아일랜드 문학과 제임스 조이스를 조명하는 학술대회, 공연, 전시회 등 다양한 행사가 개최된다. 이 행사는 더블린 시민과 아일랜드 국민은 물론 세계의 많은 영문학도와 문학 애호가들의 문학 축제이다.